# شاطئ

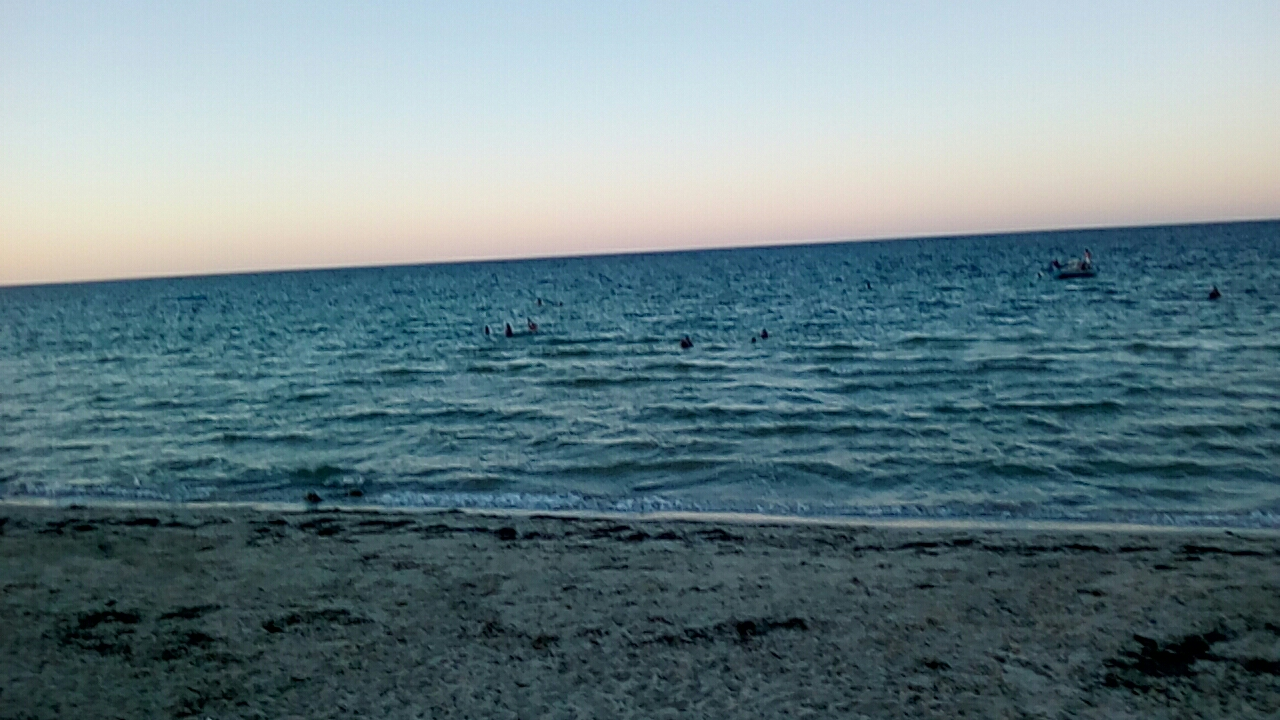
صورة لأحد شواطئ جرجيس في تونس

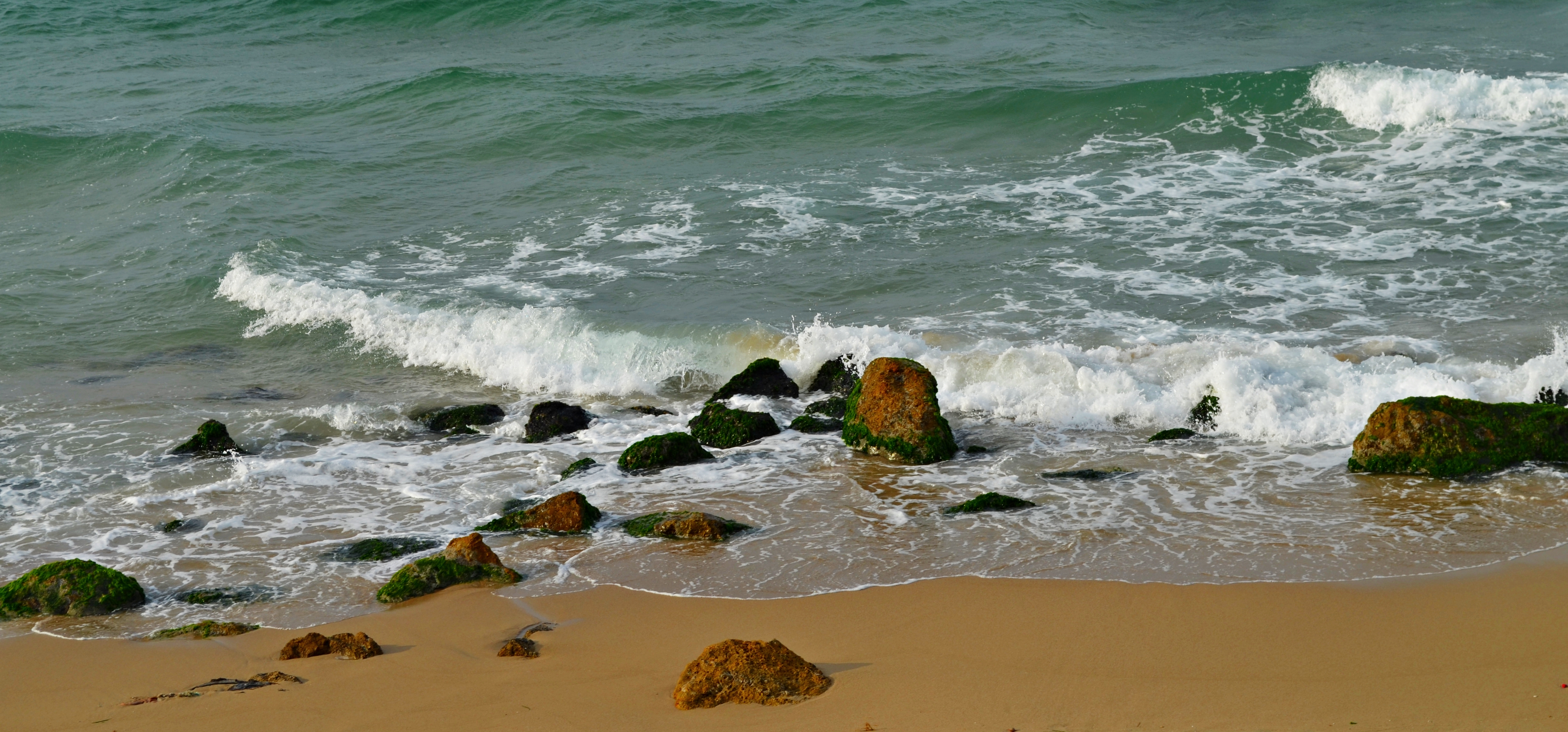
شاطئ جليم، أحد شواطئ الإسكندرية.

أحد شواطئ المالديف الساحرة

الشاطئ هو اليابس على طول حافّة محيط أو بحر أو بحيرة أو نهر. نقول: شاطِئُ النهر أوالوادي : وهو شَطُّهُ وجانِبُه.
لغة شاطئ جمع : شَواطئ وشُطْآنٌ. من مرادفات كلمة شاطِئ: جَانِب وشَطّ وضِفَّة ومن أضداد كلمات شاطِئ: عَرض البحر داخِل البحر وقَلْبٌ البحر وعمقه ووسَطه.